# Eucalyptus globoidea
Eucalyptus globoidea är en myrtenväxtart som beskrevs av William Faris Blakely. Eucalyptus globoidea ingår i släktet Eucalyptus och familjen myrtenväxter. Inga underarter finns listade i Catalogue of Life.